# 2 Gwardyjski Korpus Kawalerii (ZSRR)

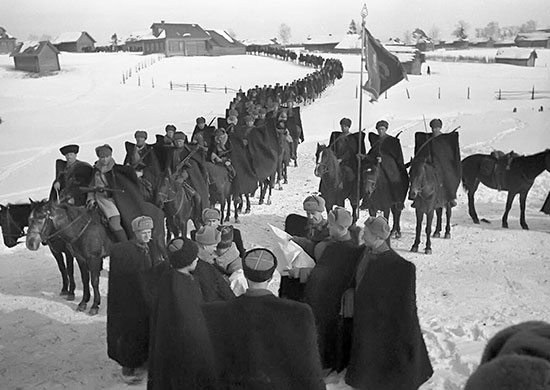
Gen. mjr Lew Dowator, pierwszy dowódca 2 KKgw wśród kawalerzystów.

2 Gwardyjski Korpus Kawalerii (ros. 2-й гвардейский кавалерийский корпус) – oddział kawalerii Armii Czerwonej utworzony podczas II wojny światowej, przez przemianowanie 3 Korpusu Kawalerii.
2 Gwardyjski Korpus Kawalerii został utworzony 26 listopada 1941 roku przez przemianowanie 3 Korpusu Kawalerii. 
W czasie walk Armii Czerwonej z armią niemiecką na ziemiach polskich 2 Gwardyjski Korpus Kawalerii dowodzony przez gen. Kriukowa uczestniczył w bitwach o Siedlce, Łowicz, Bydgoszcz, Szczecinek i Połczyn-Zdrój. Wspólnie z polskimi partyzantami z Armii Krajowej kawalerzyści z 2 KKgw zdobyli Międzyrzec Podlaski i Łuków.

## Dowództwo korpusu
dowódca:
- gen mjr Lew Dowator (1941-1941)
- gen mjr Issa Plijew (1941-1942)
- gen. mjr Władimir Kriukow[2] (1942-1945)

szef sztabu:
- płk Aleksiej Radzewski

## Struktura organizacyjna
- 3 Dywizja Kawalerii
- 4 Dywizja Kawalerii
- 17 Dywizja Kawalerii